# Honquilana
Honquilana es un despoblado español perteneciente al municipio de San Pablo de la Moraleja, en la provincia de Valladolid.

## Historia

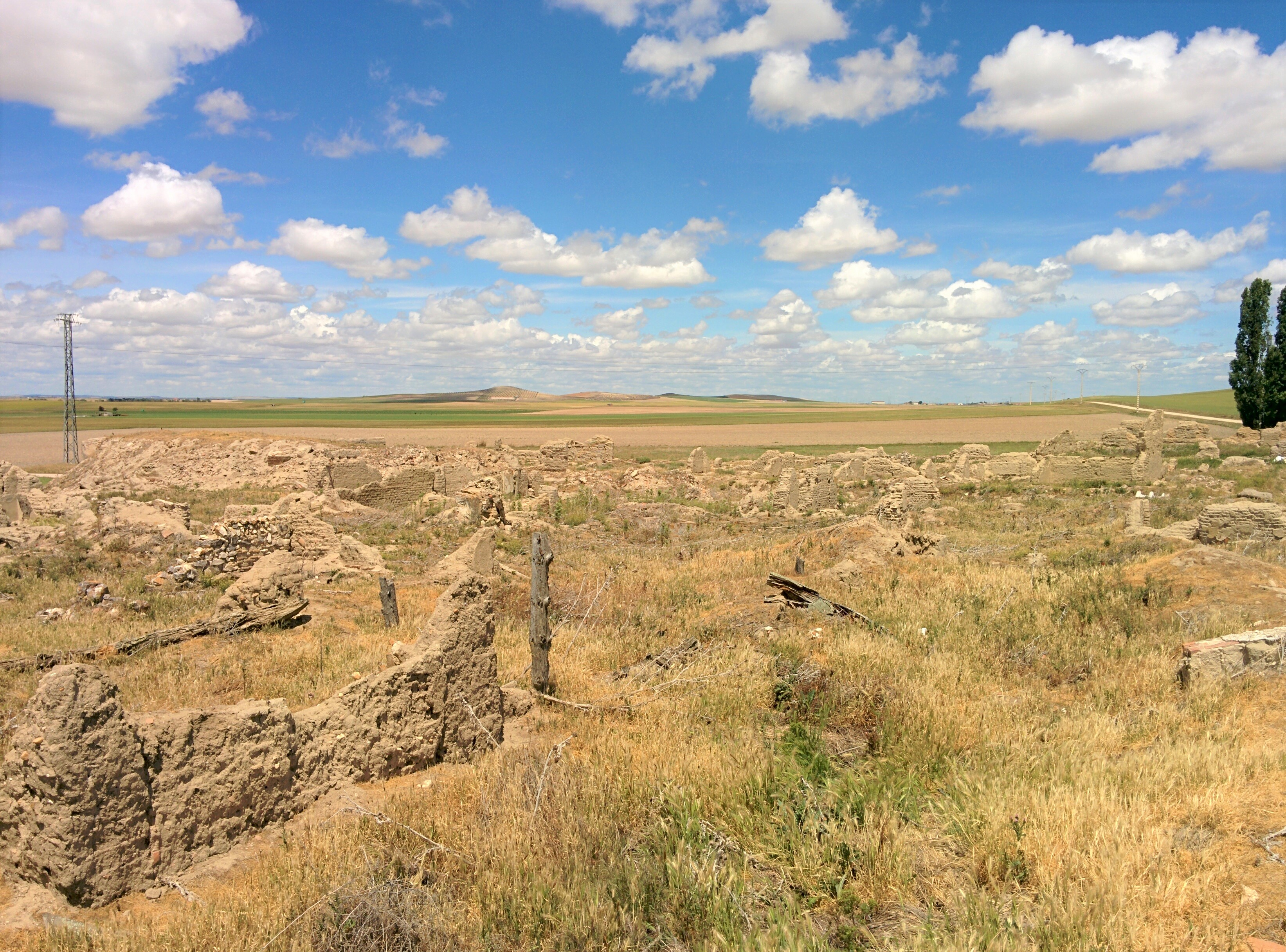
Ruinas de Honquilana

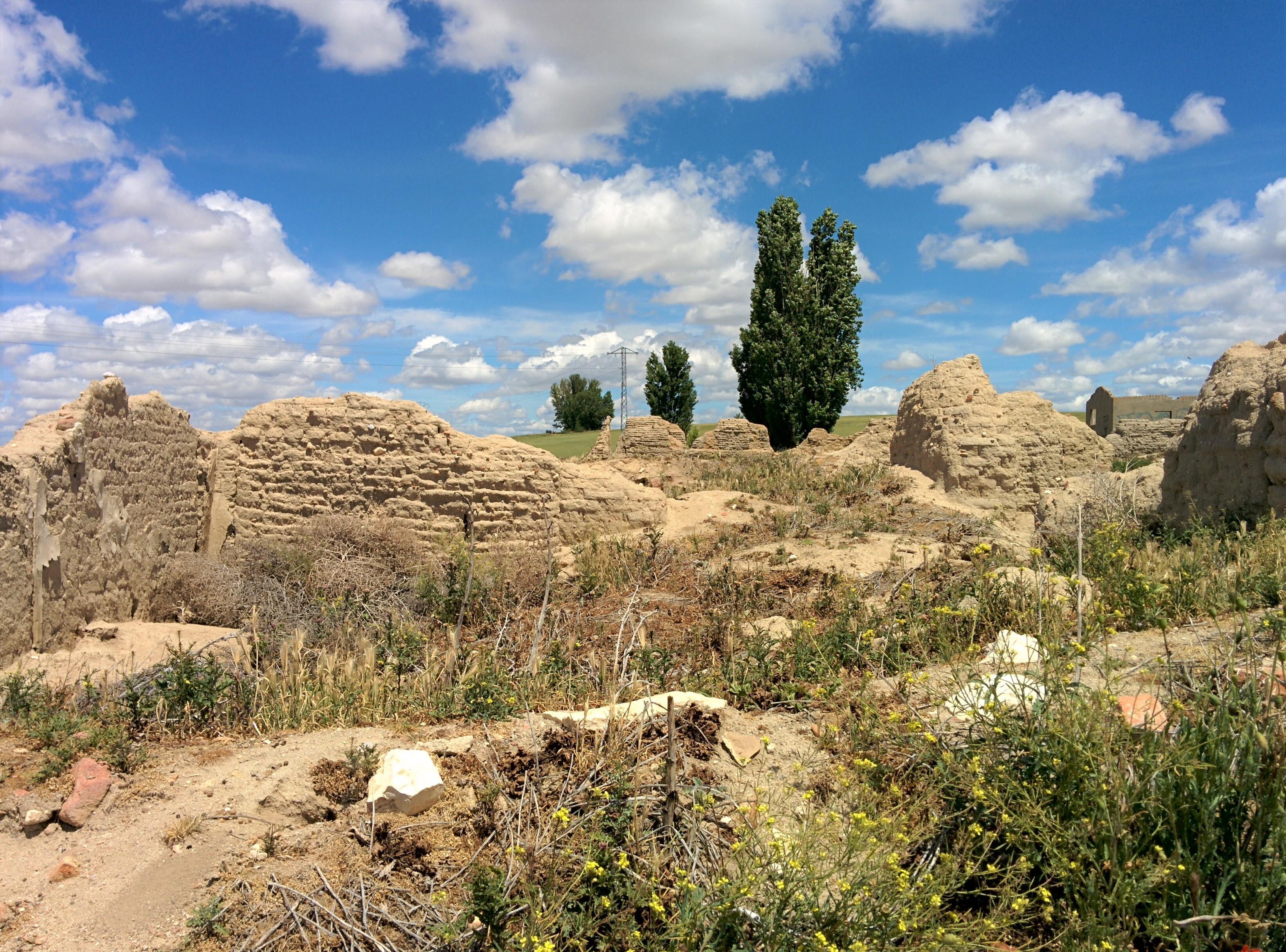
Ruinas de Honquilana

El despoblado se encuentra en el término municipal vallisoletano de San Pablo de la Moraleja, en la comunidad autónoma de Castilla y León.
Antiguo municipio, hacia 1847 su población ascendía a 20 habitantes. La localidad aparece descrita en el noveno volumen del Diccionario geográfico-estadístico-histórico de España y sus posesiones de Ultramar de Pascual Madoz de la siguiente manera:

HONQUILANA: l. con ayunt. en la prov., aud. terr. y c. g. de Valladolid (10 leg.), part. jud. de Olmedo (4), dióc. de Avila (11): sit. en la falda de un cerro, que en direccion de E. á S. corre elevándose y le resguarda de los vientos de E.; goza de buena ventilacion, por los demas puntos, y su clima es sano: tiene 6 casas y una igl. parr. de entrada (La Asuncion de Ntra. Sra.), servida por un cura de provision real y ordinaria; el cementerio se halla en unos graneros contiguos á la parr., que se hallan sin techo y medio arruinadas sus paredes; como á 300 pasos de la pobl., está la fuente de que se surte el vecindario para sus necesidades domésticas, tiene un caño y un pilon para abrevadero de los ganados. térm.: confina N. Ataquines; E. San Pablo; S. Palacios de Goda, y O. Muriel y Honcaladas: el terreno fuera del cerro en que está el pueblo, es llano y abraza 800 obradas en esta forma: 200 de segunda calidad, y las restantes de tercera; comprende ademas dos pequeños prados de pastos. caminos: los locales en mal estado, y la carretera de Madrid á Galicia, que pasa á tiro de bala de la pobl. prod.: trigo, cebada, centeno, algarroba y algun garbanzo; se cria ganado lanar y el vacuno y mular que se destina á la labranza. ind.: la agrícola. pobl.: 6 vec., 20 alm. cap. prod.: 88,310 rs. imp.: 8,831. contr.: 1,281 rs. 1 mrs. presupuesto municipal 207 rs. se cubre con los fondos de propios y arbitrios.
(Madoz, 1847, p. 218)

En la actualidad quedan solo ruinas.